# John Murphy (komponist)
 Der er flere personer med dette navn, se John Murphy.
John Murphy (født 4. marts 1965 i Liverpool) er en britisk komponist, som laver soundtracks til film. Han er nok mest kendt for at lave musikken til 28 dage senere, 28 uger senere, Millions, Miami Vice og Sunshine.
Murphy har desuden lavet soundtracks til filmene Armored og The House on the Left, som begge udkom i år 2009.

## Diskografi
Denne liste er ufuldstændig; hjælp gerne med at udfylde den.

### Film
- Snatch (2000)
- All About the Benjamins (2002)
- City by the Sea (2002)
- 28 dage senere (2002)
- Intermission (2003)
- Millions (2004)
- Miami Vice (2006)
- Sunshine (2007)
- 28 uger senere (2007)
- Armored (2009)
- The House on the Left (2009)

### Tv-serier
- Les Misérables (2018–19)